# Церква Сурб-Шогакат
Церква Сурб Шогакат (м. Вагаршапат, Армавірський марз; Вірменія) зведена на захід від Св. Ріпсіме в 1694 році на місці каплиці IV століття, примітна своєрідною архітектурою, відомої під назвою «купольної зали». Вірменські зодчі могли прекрасно обходитися без проміжних опор, так як їх майстерно зведені склепіння перекривали значні прольоти. Така конструкція однопрогонної церкви-зали, яка завершувалася куполом, втілена в цьому храмі, що практикувалося зодчими з першої половини VII століття. Склепінчаста галерея над входом, побудована одночасно з храмом, увінчана шестиколонною ротондою-дзвіницею. Високий восьмигранний купол підкреслює внутрішній об'єм найбільш освітленої частині зали. Стримана форма архітектурних деталей і орнаментального оздоблення має багато спільного з оздобленням кафедрального собору і храму Св. Ріпсіме.
Місце, на якому зведено храм, за переказами, було виноробнею, що стояла в передмісті Вагаршапат в оточенні виноградників. Тут знайшли свій притулок християнські черниці, які втекли з Риму від переслідувань імператора Діоклетіана. У їх числі були Ріпсіме, Гаяне і Шогакат.
Одна з супутниць Ріпсіме через хворобу не змогла поїхати з подругами до місця, де вони знайшли свою смерть разом з Ріпсіме. Вона була віддана мученицької смерті в скинії. Згідно з поширеною думкою, храм отримав свою назву від імені загиблої тут діви. Проте ім'я мучениці, згідно з переказами, - Маріане, назва ж Шогакат пов'язано з баченням Григорія Просвітителя і означає «ніспадіння променя».
Хоча церква збудована лише в XVII ст., вона відтворює риси стародавніх купольних церков. Склепінчаста галерея над входом, побудована одночасно з храмом, увінчана шестиколонною ротондою-дзвіницею.

## Ресурси Інтернету
- Є непогані світлини [Архівовано 22 березня 2012 у Wayback Machine.]
- Чудове фото